# Octobre 1915

## Événements
- Après la perte de Wilno en septembre par les Russes, le front Est se stabilise sur une ligne Rīga-Pinsk-Tarnopol.
- Inauguration à New York de la Modern Gallery.

- 5 octobre : 
  - Entrée en guerre de la Bulgarie contre la Serbie.
  - Gouvernement Alexandros Zaimis en Grèce.

- 6 octobre : invasion de la Serbie par la Bulgarie.

- 13 octobre, France : démission du ministre des Affaires étrangères Théophile Delcassé à la suite de l’échec des négociations avec la Bulgarie. Le président du Conseil René Viviani assure l’intérim.

- 16 octobre, France :  réquisition des blés et farines.

- 19 octobre :  l’Italie déclare la guerre à la Bulgarie.

- 21 octobre : première communication intercontinentale par TSF entre Arlington (USA) et la tour Eiffel.

- 24 octobre : devant l’insistance du shérif de La Mecque, Mac-Mahon lui promet l’indépendance des provinces arabes de l’empire ottoman, sauf Bagdad et Bassorah, les districts de Mersina et d’Alexandrette et de certaines parties de la Syrie. Le shérif de La Mecque accepte les demandes anglaises concernant la Mésopotamie mais refuse les arguments sur le littoral syrien.

- 28 octobre : le président du Conseil roumain Ion Bratianu refuse le libre passage sur le territoire roumain de l’armée russe qui viendrait renforcer les Serbes.

- 29 octobre, France : démission du président du Conseil Viviani. Aristide Briand Président du Conseil (Gouvernement Aristide Briand (5)).

## Naissances
- 4 octobre : Silvina Bullrich, romancière argentine († 2 juillet 1990).
- 6 octobre : Humberto Sousa Medeiros, cardinal américain, archevêque de Boston († 17 septembre 1983).
- 7 octobre : Charles Templeton, journaliste et politicien († 7 juin 2001).
- 13 octobre :
  - Albert Ritserveldt, coureur cycliste belge († 11 mars 2002).
  - Ricco Wassmer, artiste peintre suisse, († 27 mars 1972).
- 17 octobre : Arthur Miller, écrivain et dramaturge américain († 10 février 2005).
- 18 octobre : Victor Sen Yung, acteur américain († 1er novembre 1980).
- 24 octobre : Bob Kane, dessinateur américain de comics, créateur de Batman († 3 novembre 1998).
- 31 octobre : Vittoria Nenni, militante antifasciste italienne († 15 juillet 1943).

## Décès
- 2 octobre : Jean-Bertrand Pégot-Ogier, peintre et dessinateur français (° 7 mai 1877).
- 12 octobre : Marceau Champagnat, soldat 2de classe lors de la première guerre mondiale.
- 17 octobre : Luigi Nono, peintre italien (° 8 décembre 1850).
- 19 octobre : 
  - Christian Wilhelm Allers, illustrateur, dessinateur et peintre allemand  (° 6 août 1857).
  - Neil McLeod, premier ministre de l'Île-du-Prince-Édouard.
- 30 octobre : Charles Tupper, premier ministre du Canada.